# Vincent Beffara

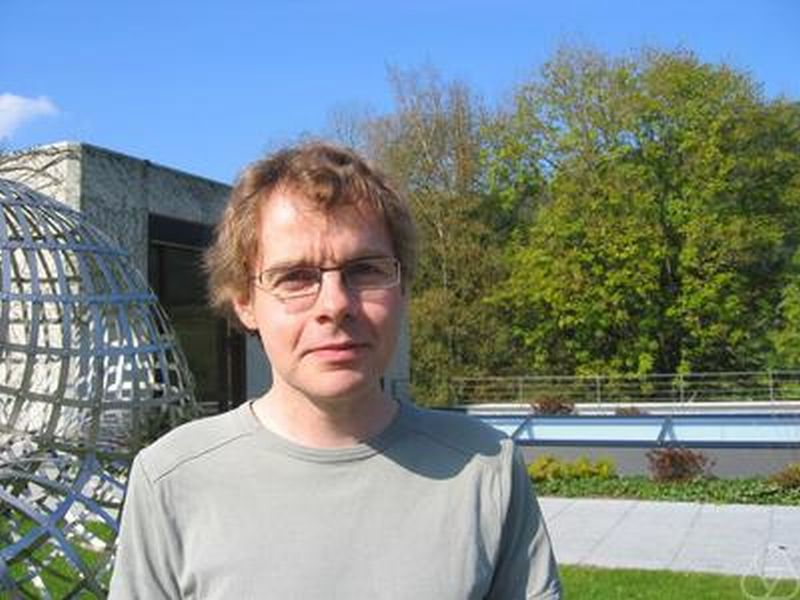
Vincent Beffara, Oberwolfach 2007

Vincent Beffara (* 1977) ist ein französischer Mathematiker.

## Leben
Beffara wurde 2003 an der Universität Paris XI bei Wendelin Werner promoviert. Seine Dissertation trug den Titel „Brownsche Bewegung, SLE, konforme Invarianz und fraktale Dimensionen“ (Mouvement brownien plan, SLE, invariance conforme et dimensions fractales). Er war Chargé de Recherches an der École normale supérieure de Lyon, an der er sich 2011 habilitiert hatte (Mécanique Statistique et Criticalité en dimension deux). Er ist Directeur de Recherches am Institut Fourier (Grenoble).
2013/14 war er am Max-Planck-Institut für Mathematik in Bonn.
Er befasst sich mit zweidimensionalen Modellen der statistischen Mechanik auf Gittern wie Perkolation, SLE-Prozessen (Bestimmung der Hausdorff-Dimensionen der Spur), selbstwechselwirkenden Zufallspfaden und dem Random Cluster Model, bei dem er mit Hugo Duminil-Copin zeigte, dass kritischer und selbstdualer Punkt übereinstimmen.
2012 erhielt er mit Hugo Duminil-Copin den Rollo-Davidson-Preis.

## Schriften
- mit Vladas Sidoravicius: Percolation Theory, in Francoise, Naber, Tsun (Hrsg.) Encyclopedia of Mathematical Physics, Elsevier 2006, Arxiv
- mit H. Duminil-Copin: Planar percolation with a glimpse of Schramm-Loewner-Evolution, La Pietra week in probability, Florenz 2011, Arxiv
- Dessins d'enfants for analysts, 2015, Arxiv